# Бахмут
Бахмут (укр. Бахмут; раније Артемивск, укр. Артемівськ, рус. Артёмовск) је град у Украјини, у Доњецкој области, дефакто под контролом Русије. Према процени из 2012. у граду је живело 77.952 становника.

## Историја
Насеље Бахмут је званично основано 1571. године, на обали реке Бахмутке. По наредби руског цара Петра Великог ту је 1701. године почела градња тврђаве. Од 1704. године ту се насељавају козаци. Бахмутска тврђава је касније постала центар честих козачких побуна.
Статус града Бахмут је стекао 1783. године. Ту се налазе богати рудници соли, бакра и каменог угља.
Град се раније називао Артемивск (укр. Артемівськ, од 1924), односно Артјомовск (рус. Артёмовск), а између 1753. и 1764. године је био управно средиште Славеносрбије. У утврђеном граду Бахмуту постојећи бахмутски козачки пук је ушао у састав новог насеља.
Аврам Рашковић је био 1875. године изасланик Дворског Бахмутског хусарског пука, који је у руској Академији наука тада говорио.
- Положај града Бахмута на подручју некадашње Славеносрбије и данашње Доњецке области
- Бахмут 1924. године
- Разарање Бахмута током битке за град 2023. године

## Становништво
Према процени, у граду је 2012. живело 77.952 становника.
| 1979.  | 1989.  | 2001.  | 2012.  |
| ------ | ------ | ------ | ------ |
| 87.084 | 90.279 | 82.916 | 77.952 |